# アルミニウム合金
アルミニウム合金（アルミニウムごうきん、英: aluminum alloy）は、アルミニウムを主成分とする合金である。アルミニウムは軽いという特徴がある一方軟らかい金属であるため、銅(Cu)、マンガン(Mn)、ケイ素(Si)、マグネシウム(Mg)、亜鉛(Zn)、ニッケル(Ni)などを添加して合金にすることで強度などの特性の向上が図る。アルミニウム合金を加工する場合は大きく分けて展伸法と鋳造法が採用される。

アルミニウム合金の軽さと強度を応用した例として、航空機材料としてのジュラルミンの利用が挙げられる。ジュラルミンはAl-Zn-Mg-Cu系のアルミニウム合金である。
アルミニウム合金は高い強度を持つ反面、溶接・溶断が難しく、アルミ合金製品の用途変更に応じた改造や、修繕での溶接・溶断作業は鋼などに比べて困難である。
なお、近年ではリチウムを添加した合金も実用化されている。

## 展伸用合金
一般に展伸法で利用されるアルミニウム合金には、4桁の数字からなる国際アルミニウム合金名が使用されている。日本工業規格(JIS H 4140)においても、国際アルミニウム合金名がアルミニウム合金名の一部に取り入れられ準用されている。名称としては、例えばA3003P-H12 のようにアルミをあらわすAの後に合金の種類を示す4桁の数字が続き、ハイフン以降は加工硬化や熱処理などの調質記号である。
1000番台
純アルミニウム 加工性、耐食性、電気伝導性、熱伝導性はよいが強度が低い
用途：アルミ箔、化学工業タンク類、導電材･航空機
- 1100 (1100 aluminium alloy)  耐食性に優れているが強度が弱い為、航空機のジュラルミンに使用されている表面上の被覆機材（アルクラッド材）に使用されている
- 1199 (1199 aluminium alloy)  用途：電解コンデンサー

2000番台Al-Cu系合金 
- 2011 快削アルミとして知られ、機械切削性に優れる。耐食性、対応力腐食割れ性が劣る。
- 2017 (2017 aluminium alloy)  熱処理系高強度アルミ合金。「ジュラルミン」として知られる。熱処理によって高強度化が可能。耐食性、対応力腐食割れ性が劣る。溶接割れ感受性が高いため溶接性が劣る。
- 2024 (2024 aluminium alloy)  熱処理系高強度アルミ合金。「超ジュラルミン」として知られる。熱処理によって高強度化が可能。耐食性、対応力腐食割れ性が劣る。溶接割れ感受性が高いため溶接性が劣る。
- 2117 熱処理系高強度アルミ合金。耐食性、対応力腐食割れ性が改善している。熱処理によって高強度化が可能であるが、A2017、A2024ほどの高強度は得られない。溶接割れ感受性が高いため溶接性が劣る。
- 2219 (2219 aluminium alloy)  熱処理系高強度アルミ合金。溶接割れ感受性を低減し溶接性を改善している。熱処理によって高強度化が可能。耐食性が劣る。鋳造が不可。

3000番台Al-Mn系合金 加工性、耐食性、強度が良好
用途：航空機・ビール・ジュース缶ボディ部
- 3003 (3003 aluminium alloy)  Mnを1.0〜1.5%加えて1100よりやや強度を上げた合金

4000番台Al-Si系合金 耐摩耗性が良好
- 4032 鍛造ピストンなど
- 4043 (4043 aluminium alloy)  建築用パネルなど

5000番台Al-Mg系合金
用途：船舶、車両、航空機・自動車用アルミホイール、建築用内外装、圧力容器、ビール・ジュース缶蓋部分
- 5052 (5052 aluminium alloy)  1100･3003より強度を持つ合金、強度･耐食性･加工性･溶接性のバランスに優れている
- 5056 5052のMgの含有量を2.5%から5.0%に上げた合金、溶接性は良くない

6000番台Al-Mg-Si系合金 強度、耐食性が良好
- 6061 (6061 aluminium alloy) 　Cuをわずかに含み6063よりも強度が高い 用途：ヨーヨーなど
- 6063 (6063 aluminium alloy)  用途：建築用サッシなど

7000番台Al-Zn-Mg系合金・Al-Zn-Mg-Cu系合金 高強度材でありCu系はアルミ合金中の最高強度である
- 7068 (7068 aluminium alloy)  7075より強度が高い 用途：航空機、登山用具など
- 7075 (7075 aluminium alloy)  超々ジュラルミン 用途：航空機など
- 7204（旧7N01） 鉄道車両用構造材など（アルミニウム合金製の鉄道車両）

8000番台それ以外の合金。

- 8006
- 8009
- 8011
- 8014
- 8019
- 8025
- 8030
- 8090
- 8091
- 8093
- 8176

| 合金番号 | 化学成分(wt%)  | 化学成分(wt%)  | 化学成分(wt%) | 化学成分(wt%) | 化学成分(wt%) | 化学成分(wt%) | 化学成分(wt%) | 化学成分(wt%) | 化学成分(wt%)                                | 化学成分(wt%) |
| 合金番号 | ケイ素         | 鉄             | 銅            | マンガン      | マグネシウム  | クロム        | 亜鉛          | チタン        | その他                                       | アルミ        |
| -------- | -------------- | -------------- | ------------- | ------------- | ------------- | ------------- | ------------- | ------------- | -------------------------------------------- | ------------- |
| 1050     | 0.25以下       | 0.40以下       | 0.05以下      | 0.05以下      | 0.05以下      | -             | 0.05以下      | 0.03以下      | V 0.05以下                                   | 99.50以上     |
| 1060     | 0.25以下       | 0.35以下       | 0.05以下      | 0.03以下      | 0.03以下      | -             | 0.05以下      | 0.03以下      | V 0.05以下                                   | 99.60以上     |
| 1070     | 0.20以下       | 0.25以下       | 0.040以下     | 0.030以下     | 0.030以下     | -             | 0.040以下     | 0.030以下     | V 0.050以下 その他 0.030以下                 | 99.70以上     |
| 1080     | 0.15以下       | 0.15以下       | 0.03以下      | 0.02以下      | 0.02以下      | 0.03以下      | -             | 0.03以下      | -                                            | 99.80以上     |
| 1100     | Si+Fe 0.95以下 | Si+Fe 0.95以下 | 0.05-0.20     | 0.05以下      | -             | 0.10以下      | -             | -             | -                                            | 99.00以上     |
| 1145     | Si+Fe 残り     | Si+Fe 残り     | 0.05          | 0.05          | 0.05          | -             | 0.05          | 0.03          | -                                            | 99.45         |
| 1199     | 0.0060以下     | 0.0060以下     | 0.0060以下    | 0.0020以下    | 0.0060以下    | -             | 0.0060以下    | 0.0020以下    | V 0.0050以下 Ga 0.0050以下 その他 0.0020以下 | 99.99以上     |
| 1200     | Si+Fe 1以下    | Si+Fe 1以下    | 0.050以下     | -             | 0.0060以下    | -             | 0.10以下      | 0.050以下     | その他 0.15以下                              | 99.0以上      |
| 2011     | 0.40以下       | 0.7以下        | 5.0-6.0       | -             | -             | -             | 0.30以下      | -             | Bi 0.20-0.6 Pb 0.20-0.6                      | 残り          |
| 2014     | 0.50-1.2       | 0.7以下        | 3.9-5.0       | 0.40-1.2      | 0.20-0.8      | 0.10以下      | 0.25以下      | 0.15以下      | -                                            | 残り          |
| 2017     | 0.20-0.8       | 0.7以下        | 3.5-4.5       | 0.40-1.0      | 0.40-0.8      | 0.10以下      | 0.25以下      | 0.15以下      | -                                            | 残り          |
| 2024     | 0.50以下       | 0.50以下       | 3.8-4.9       | 0.30-0.9      | 1.2-1.8       | 0.10以下      | 0.25以下      | 0.15以下      | -                                            | 残り          |
| 2117     | 0.20-0.8       | 0.7以下        | 2.5以下       | -             | 0.3以下       | 0.10以下      | 0.25以下      | 0.15以下      | -                                            | 残り          |
| 2219     | 0.20以下       | 0.3以下        | 5.8-6.8       | 0.20-0.40     | 0.02以下      | -             | 0.10以下      | 0.02-0.10     | V 0.05-0.15 Zr 0.10-0.25                     | 残り          |
| 3003     | -              | -              | -             | 1.0~1.5       | -             | -             | -             | -             | -                                            | 残り          |
| 3004     | 0.30以下       | 0.7以下        | 0.25以下      | 1.0-1.5       | 0.8-1.3       | -             | 0.25以下      | -             | -                                            | 残り          |
| 5005     | 0.30以下       | 0.7以下        | 0.20以下      | 0.20以下      | 0.50-1.1      | 0.10以下      | 0.25以下      | -             | -                                            | 残り          |
| 5052     | 0.25以下       | 0.40以下       | 0.10以下      | 0.10以下      | 2.5以下       | 0.25以下      | 0.10以下      | 0.03以下      | 0.05以下 (計0.15以下)                        | 残り          |
| 5056     | -              | -              | -             | -             | 5.0以下       | 0.25以下      | -             | -             | -                                            | 残り          |
| 5086     | 0.40以下       | 0.50以下       | 0.10以下      | 0.20-0.7      | 3.5-4.5       | 0.05-0.25     | 0.25以下      | 0.15以下      | -                                            | 残り          |
| 5652     | 0.4以下        | 0.4以下        | 0.04以下      | 0.01以下      | 2.2-2.8       | 0.15-0.35     | 0.1以下       | -             | 0.15以下                                     | 残り          |
| 6063     | 0.20-0.6       | 0.35以下       | 0.10以下      | 0.10以下      | 0.45-0.9      | 0.10以下      | 0.10以下      | 0.10以下      | -                                            | 残り          |
| 7075     | 0.40以下       | 0.50以下       | 1.2-2.0       | 0.30以下      | 2.1-2.9       | 0.18-0.28     | 5.1-6.1       | 0.20以下      | -                                            | 残り          |
| 7204     | 0.30以下       | 0.35以下       | 0.20以下      | 0.20-0.7      | 1.0-2.0       | 0.30以下      | 4.0-5.0       | 0.20以下      | V 0.10以下 Zr 0.25以下                       | 残り          |

Vはバナジウム、Zrはジルコニウム、Pbは鉛、Biはビスマス、Gaはガリウム

## 鋳造用合金
AC・・が鋳物用、ADC・・がダイカスト用、AJ・・が軸受鋳物用となる。
- AC1C,AC1B - Al-Cu系
- AC2A,AC2B - Al-Cu-Si系
- AC3A      - Al-Si系
- AC4A,AC4C - Al-Si-Mg系
- AC4B      - Al-Si-Cu系
- AC4D      - Al-Si-Cu-Mg系
- AC5A      - Al-Cu-Ni-Mg系
- AC7A      - Al-Mg系
- AC8A,AC8B - Al-Si-Cu-Ni-Mg系
- AC9A,AC9B - Al-Si-Cu-Mg系
- ADC1 - Al-Si系
- ADC3 - Al-Si-Mg系
- ADC5 - Al-Mg系
- ADC6 - Al-Mg-Mn系
- ADC10,ADC12 - Al-Si-Cu系
- ADC14 - Al-Si-Cu-Mg系

## ろう材
アルミニウム合金のろう材は、単体のほか、心材となる合金の片面もしくは両面に融点の低い合金を張り合わせたクラッド材としても供給される。

## 強化方法
純アルミニウムは極めて柔らかく、完全焼きなまし状態での強度は約50N/mm2であるが、加工硬化、固溶硬化および析出硬化によって適当な硬さにすることができる。

## 調質記号
日本工業規格（JIS）によって、アルミニウム合金の展伸材及び鋳物の質別について規定されている。
- F - 製造のままのもの
- O - 焼きなましたもの
- H - 加工硬化したもの
  - H1 - 加工硬化だけのもの
  - H2 - 加工硬化後適度に軟化熱処理したもの
  - H3 - 加工硬化後安定化処理したもの
  - H4 - 加工硬化後塗装したもの
- W - 溶体化処理したもの
- T - 熱処理によってF・O・H以外の安定な質別にしたもの
  - T1 - 高温加工から冷却後、自然時効させたもの
  - T2 - 高温加工から冷却後、冷間加工を行い、さらに自然時効させたもの
  - T3 - 溶体化処理後、冷間加工を行い、さらに自然時効させたもの
  - T4 - 溶体化処理後、自然時効させたもの
  - T5 - 高温加工から冷却後、人工時効したもの
  - T6 - 溶体化処理後、人工時効したもの
  - T7 - 溶体化処理後、安定化処理したもの
  - T8 - 溶体化処理後、冷間加工し、さらに人工時効したもの（T3を人工時効硬したもの）
  - T9 - 溶体化処理後、人工時効し、さらに冷間加工したもの（T6を冷間加工したもの）
  - T10 - 高温加工から冷却後、冷間加工を行い、さらに人工時効したもの